# Machairoceratops
Machairoceratops este un gen de dinozaur erbivor din Cretacicul superior. Este cunoscut din resturi fosile găsite în sudul statului Utah, SUA în 2016 în formațiunea geologică a Wahweap datată în Campanien (aproximativ acum 80-77 de milioane de ani).
Dinozaurul avea patru coarne, măsura între șase și opt metri lungime cântărea două tone și a fost denumit Machairoceratops cronusi. Numele generic derivă din grecescul  machairis (însemnând "sabie îndoită") referindu-se la ornamentele distinctive care prezintă două coarne în față curbate, și de la grecescul latinizat ceratops (însemnând "față cu coarne"), care este un sufix obișnuit pentru genul ceratopsian. Numele specific cronusi se referă la Cronus, un zeu grec care și-a castrat tatăl, [Uranus (mitologie)|[Uranus]], cu o lovitură puternică de secere, și ca atare, este ilustrat în mitologie purtând o armă cu lamă curbată. 
Dinozaurul a trăit într-o zonă din America de Nord situată la vest de o mare ce împărțea în două continentul nord-american.
Craniul fosilizat al acestui dinozaur este diferit de cele ale altor dinozauri din aceeași familie, descoperite în partea de nord a teritoriului. Acest lucru sugerează că au trăit în regiuni separate și că au format două subgrupe care s-au dezvoltat în mod diferit, conform explicaților paleontologilor.
Dinozaurii acestui grup aveau coarne, ciocuri și carapace pentru a le proteja gâtul.